# 阿拉布卡区
阿拉布卡区是吉尔吉斯斯坦西部州份賈拉拉巴德州下辖的一个区。该区治所位于阿拉布卡，该区面积为2,976平方（1,149平方英里）,2009年常住人口为87,460人。